# 森田丈武
森田 丈武（もりた じょうぶ、1980年11月29日 - ）は、茨城県つくば市出身の元プロ野球選手（内野手）。右投右打。

## 来歴・人物

### プロ入り前
山梨学院大附属高校時代の同級生に萩原智子がいる。2年までは投手、3年次は捕手として1学年下の苫米地鉄人ともバッテリーを組んだ。山梨県内の同学年（松坂世代）では最多の高校通算30本塁打を記録した。当時からプロ野球選手を志していたが、在学中には春夏とも甲子園での全国大会に出場できず、プロ野球ドラフト会議でも指名されなかった。
高校卒業後は、プロ野球選手への道を求めクラブチームのアムウェイ・レッドソックス、三菱自動車岡崎、エルマイラ・パイオニアーズでプレー。レッドソックス時代には捕手、三菱自動車岡崎時代には投手の経験もある。しかし、三菱自動車岡崎の野球部時代に事実上の「戦力外通告」を受けたことをきっかけに渡米。渡米後に入団したパイオニアーズで本格的に野手へ転向すると、主力選手として活躍した。
しかし、パイオニアーズが2005年シーズンでカナディアン・アメリカン・リーグから離脱することが決まったため、当時誕生したばかりの四国アイランドリーグ・香川オリーブガイナーズからのスカウトを受けて帰国。2006年に香川へ入団した。背番号は5。
香川では1年目から主に四番を打ち、8本塁打・40打点、長打率は.428を記録。登録名を「丈武」に変更した2007年シーズンには、前期MVPを受賞するとともに、13本塁打・55打点でリーグの本塁打と打点の二冠王に輝いた。さらに、一塁手としてリーグのベストナインにも選出。チームの完全優勝に貢献した。2008年シーズンには、7本塁打・52打点で2年連続の二冠王を獲得。また、同年からコーチに就任した勝呂壽統の指南で、遊撃手にも挑戦した。

### NPB入り後
2008年度プロ野球ドラフト会議では、香川時代の実績を買われて、東北楽天ゴールデンイーグルスに育成枠で1位指名。高校卒業から10年目・28歳にして、念願のプロ野球選手になった。背番号は125。松坂世代の選手では最後のNPBドラフト指名で、入団1年目には本名で登録された。
2009年は育成選手ながら二軍のクリーンナップを任されると、6月9日までに44試合に出場して打率.304（161打数49安打）・6本塁打・31打点、二塁打はイースタン・リーグトップの15本を記録した。それらが評価されたため、6月10日に支配下登録に移行、背番号を98に変更すると同時に登録名を香川在籍時と同じ「丈武」とした。同日に一軍登録も行われ、対中日ドラゴンズ戦に8番・三塁手で先発出場し、小笠原孝から初安打を放った。この年は一軍では少ない出番ながらも二塁打を4本放つなど監督の野村克也の期待に応え結果を残したが、球団史上初のポストシーズンとなった2009年のパシフィック・リーグクライマックスシリーズでは出場がなかった。このシーズンはフレッシュオールスターゲームの出場も果たし、二軍での活躍が評価されてファーム優秀選手賞に選ばれた。また、シーズン終了後には、香川時代から交際していた女性と結婚。後に女児を授かっている。
NPB3年目、星野仙一が監督就任後最初のシーズンが終了した2011年11月11日に戦力外通告を受け、12月2日に自由契約選手公示された。
2012年は、社会人野球のパナソニックでアマチュア野球に復帰。楽天での最終年と変わらぬ待遇の下でプロ野球への復帰を目指した。しかし実際は若手主体のチームで出番が代打などに限られ、思うような成績を残せなかった。自身の誕生日に事実上の戦力外通告を受けたことから、野球選手としての生活に終止符を打つことを決意。同年末には退部、妻子を連れて自身の実家に戻った。

### 引退後
パナソニック退部直後は、野球教室のコーチに就くことを希望するも自身と同じ境遇にある元選手に先を越されたことから断念。家業の石材業の仕事を手伝いながら、野球以外の分野で「第二の人生」を模索する。2013年10月8日にTBS系列で放送された特別番組『俺たちはプロ野球選手だった』では、「三菱自動車岡崎からの退社→エルマイラ・パイオニアーズの独立リーグからの離脱→楽天からの戦力外通告→パナソニックからの退部」という波乱の野球人生を踏まえて、森田を「4度の戦力外通告を経験した元楽天選手」として紹介（実際は3度）。妻子を持つ身でありながら再就職がままならない近況を、本人や家族の証言を交えながら伝えた。2014年7月23日にTBS系列で放送された特別番組『壮絶人生ドキュメント・プロ野球選手の妻たち2014』では宅配便の配達業務を行っていることが紹介された。
2014年3月4日付で学生野球資格回復。現在は宅配便の配達業務の傍らで、野球塾「JBA野球塾」（JOBU BASEBALL ACADEMY）代表として小中学生に野球を教えている。また、2019年からは日本ポニーベースボール協会関東連盟に属する小中一貫硬式野球チーム「つくば J warriors」をJBA野球塾で運営しており、森田は監督兼代表を務める。

## 詳細情報

### 年度別打撃成績
| 年 度     | 球 団     | 試 合 | 打 席 | 打 数 | 得 点 | 安 打 | 二 塁 打 | 三 塁 打 | 本 塁 打 | 塁 打 | 打 点 | 盗 塁 | 盗 塁 死 | 犠 打 | 犠 飛 | 四 球 | 敬 遠 | 死 球 | 三 振 | 併 殺 打 | 打 率 | 出 塁 率 | 長 打 率 | O P S |
| --------- | --------- | ----- | ----- | ----- | ----- | ----- | -------- | -------- | -------- | ----- | ----- | ----- | -------- | ----- | ----- | ----- | ----- | ----- | ----- | -------- | ----- | -------- | -------- | ----- |
| 2009      | 楽天      | 9     | 21    | 20    | 3     | 6     | 4        | 0        | 0        | 10    | 3     | 0     | 0        | 0     | 0     | 1     | 0     | 0     | 5     | 1        | .300  | .333     | .500     | .833  |
| 2010      | 楽天      | 2     | 5     | 4     | 0     | 0     | 0        | 0        | 0        | 0     | 1     | 0     | 0        | 0     | 1     | 0     | 0     | 0     | 3     | 0        | .000  | .000     | .000     | .000  |
| 2011      | 楽天      | 2     | 3     | 3     | 0     | 0     | 0        | 0        | 0        | 0     | 0     | 0     | 0        | 0     | 0     | 0     | 0     | 0     | 1     | 0        | .000  | .000     | .000     | .000  |
| 通算：3年 | 通算：3年 | 13    | 29    | 27    | 3     | 6     | 4        | 0        | 0        | 10    | 4     | 0     | 0        | 0     | 1     | 1     | 0     | 0     | 9     | 1        | .222  | .241     | .370     | .611  |

### 年度別守備成績
| 年 度 | 球 団 | 一塁  | 一塁  | 一塁  | 一塁  | 一塁  | 一塁     | 三塁  | 三塁  | 三塁  | 三塁  | 三塁  | 三塁     | 外野  | 外野  | 外野  | 外野  | 外野  | 外野     |
| 年 度 | 球 団 | 試 合 | 刺 殺 | 補 殺 | 失 策 | 併 殺 | 守 備 率 | 試 合 | 刺 殺 | 補 殺 | 失 策 | 併 殺 | 守 備 率 | 試 合 | 刺 殺 | 補 殺 | 失 策 | 併 殺 | 守 備 率 |
| ----- | ----- | ----- | ----- | ----- | ----- | ----- | -------- | ----- | ----- | ----- | ----- | ----- | -------- | ----- | ----- | ----- | ----- | ----- | -------- |
| 2009  | 楽天  | 6     | 21    | 0     | 0     | 2     | 1.000    | 5     | 3     | 2     | 0     | 0     | 1.000    | 1     | 0     | 0     | 0     | 0     | ----     |
| 2010  | 楽天  | 1     | 2     | 1     | 0     | 0     | 1.000    | -     | -     | -     | -     | -     | -        | 2     | 4     | 0     | 0     | 0     | 1.000    |
| 2011  | 楽天  | 2     | 4     | 0     | 0     | 1     | 1.000    | -     | -     | -     | -     | -     | -        | -     | -     | -     | -     | -     | -        |
| 通算  | 通算  | 9     | 27    | 1     | 0     | 3     | 1.000    | 5     | 3     | 2     | 0     | 0     | 1.000    | 3     | 4     | 0     | 0     | 0     | 1.000    |

### 記録
NPB
- 初出場・初先発出場：2009年6月10日、対中日ドラゴンズ3回戦（クリネックススタジアム宮城）、8番・三塁手として先発出場
- 初安打：同上、5回裏に小笠原孝から右翼へ二塁打
- 初打点：2009年6月17日、対広島東洋カープ3回戦（三次きんさいスタジアム）、9回表にマイク・シュルツから右翼フェンス直撃適時二塁打

### 独立リーグでの打撃成績
四国IL・四国九州IL
| 年度      | 球団      | 試 合 | 打 数 | 安 打 | 本 塁 打 | 打 点 | 盗 塁 | 打 率 |
| --------- | --------- | ----- | ----- | ----- | -------- | ----- | ----- | ----- |
| 2006      | 香川      | 78    | 278   | 76    | 8        | 40    | 2     | .273  |
| 2007      | 香川      | 90    | 321   | 103   | 13       | 55    | 30    | .321  |
| 2008      | 香川      | 80    | 292   | 81    | 7        | 52    | 23    | .277  |
| 通算：3年 | 通算：3年 | 248   | 891   | 260   | 28       | 147   | 55    | .292  |

- 各年度の太字はリーグ最高

### 独立リーグでのタイトル・表彰
四国IL・四国九州ILタイトル
- 最多本塁打：2回 （2007年、2008年）
- 最多打点：2回 （2007年、2008年）

四国IL表彰
- ベストナイン：1回 （一塁手部門：2007年）
- 前期MVP：1回 （2007年）

### 背番号
- 5 （2006年 - 2008年）
- 125 （2009年 - 同年6月9日）
- 98 （2009年6月10日 - 2011年）

### 登録名
- 森田 丈武 （もりた じょうぶ、2006年、2009年 - 同年6月9日）
- 丈武 （じょうぶ、2007年 - 2008年、2009年6月10日 - 2011年）